# José Miguel de Ezquerro y Chávarri
José Miguel de Ezquerro y Chávarri (Pamplona, antes del 13 de febrero de 1727 – Ibidem, 13 de octubre de 1783). Fue impresor y librero en Pamplona desde 1757 hasta 1783. Heredó el negocio de su madre María Josefa de Larumbe, viuda de Pedro José de Ezquerro y Chávarri, y le sucedió en él su viuda María Ramona Echeverz, que continuó con la imprenta bajo con la denominación "Viuda de José Miguel de Ezquerro". 

## Vida
Hijo del impresor y librero Pedro José Ezquerro Sainz de Echávarri y de María Josefa de Larumbe Goñi. Nació en Pamplona y fue bautizado en la parroquia de San Nicolás el 13 de febrero de 1727. 
De la mano de su padre  se iniciaría en el oficio de tipógrafo y librero en el taller familiar, junto con su hermano Antonio Fermín. Se tiene constancia de que en 1749 los dos trabajan en el negocio paterno.
Cuando su padre se ausenta de Pamplona, entre  1753 y 1754, para hacerse cargo en Cádiz de una herencia recibida por su madre María Josefa de Larumbe, él se queda al frente de la imprenta.
Tras el fallecimiento del padre en 1755, el negocio pasa a manos de su madre, María Josefa de Larumbe, que, hasta su muerte en diciembre de 1757 figurará en los pies de imprenta como "Viuda de Pedro José Ezquerro". Sin embargo, era José Miguel quien lo dirigía. 
Un año después del fallecimiento de su padre, en 1756, a los 29 años, se casa en la parroquia de San Nicolás con María Ramona Echeverz, pamplonesa. María Ramona, aunque sabe firmar, lo hace con torpeza. En 1757 el matrimonio firma un contrato para el arrendamiento por cuatro años de una casa en la calle Pozoblanco con una renta anual de 24 ducados. Aquí residirá José Miguel hasta el fin de sus días. 
Al igual que su abuelo Juan José de Ezquerro, compatibiliza los negocios de la imprenta y librería con las tareas de administrador, pues en 1760 participa en la venta de un censal como apoderado de José Torrea y Sarasa, patrono de la capellanía que había fundado Miguel Martínez de Heredia.
La asamblea de vecinos del barrio de las Tornerías, perteneciente a la jurisdicción de la parroquia de San Nicolás, en 1762 nombra a José Miguel de Ezquerro prior del barrio por un año. En ese tiempo presta fondos del común a 10 vecinos por importe aproximado de 72 ducados. El arraigo de los Ezquerro en el barrio es considerable, pues en la mencionada calle Pozoblanco han vivido tres generaciones: Juan José, su abuelo; Pedro José, su padre, ambos nacidos en Los Arcos, y, ahora él mismo.
En 1770 vende a Santiago Ruiz una casa, cuatro piezas y una viña que poseía en Los Arcos; en este mismo año lleva a cabo la venta de otros bienes a Antonio Ortigosa. En 1778 reclama judicialmente 22 pesos a Francisco Larramendi, de Aibar.
Muere en su casa de la calle Pozoblanco el 13 de octubre de 1783, a los 56 años. Se da la circunstancia de que tanto su abuelo como su padre habían fallecido a una edad relativamente temprana, sin cumplir 60 años. La enfermedad le permitió recibir los sacramentos. No tuvo hijos y dejó heredera a su esposa, María Ramona Echeverz.

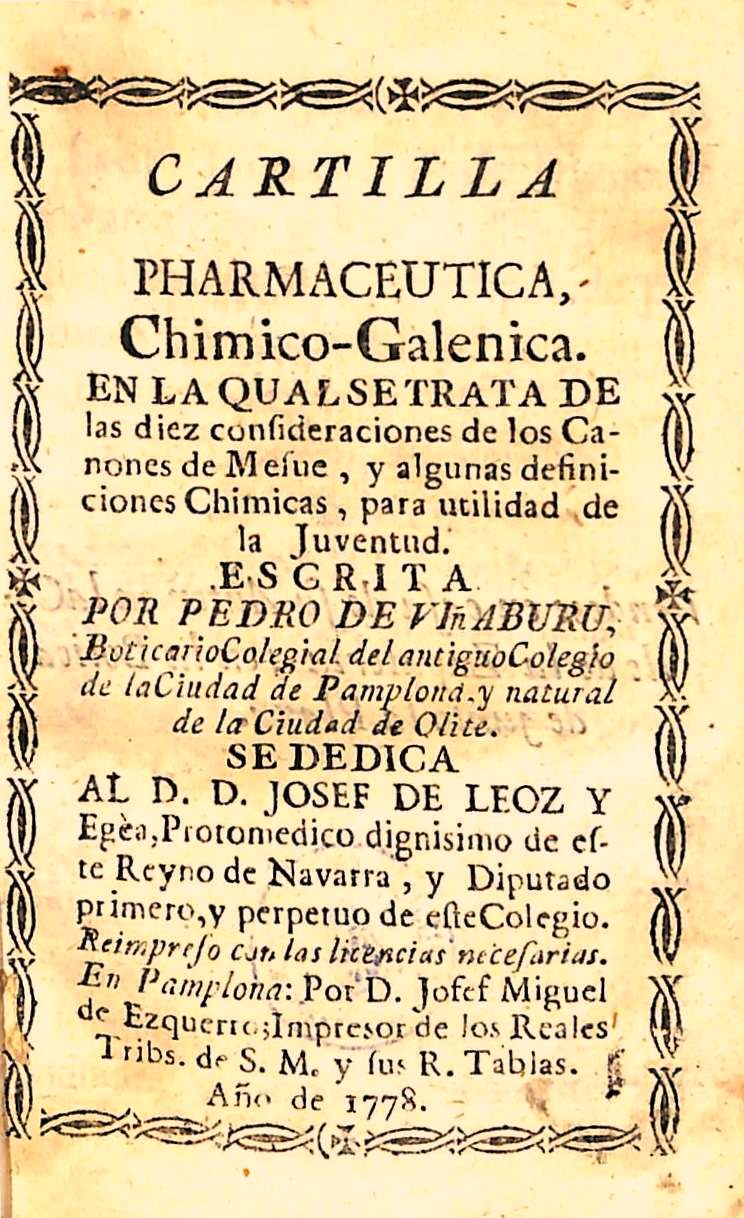
Cartilla pharmaceutica del "boticario" Pedro de Viñaburu, reimpresa por "D. Josef Miguel de Ezquerro"

## Imprenta
La actividad impresora de José Miguel de Ezquerro comienza en 1757, con la muerte de su madre, regente del negocio, y termina con su fallecimiento en 1783. Representa un periodo de 26 años, prácticamente el mismo que estuvieron en activo su padre, Pedro José (28 años), y su abuelo, Juan José (27).
José Miguel de Ezquerro aparece integrado en el colectivo de impresores de la ciudad, con los que suscribe iniciativas de interés común. Se tiene constancia de que en 1766 en Pamplona funcionan cinco imprentas que dirigen el propio Ezquerro, Antonio Castilla, Pascual Ibáñez, Miguel Antonio Domech y Martín José Rada. 
Nueve años más tarde, en 1775, está documentado el funcionamiento de seis imprentas y librerías en Pamplona; así, junto a las suyas aparecen las de Antonio Castilla, Pascual Ibáñez, Remigio de Rada, Benito Cosculluela y José Longás.
Juntamente con cinco impresores pamploneses, Antonio Castilla, Benito Cosculluela, José Longás, Joaquín Domingo y Remigio de Rada, en 1777 solicita, en virtud de lo dispuesto en la Real Cédula de 17 de marzo de 1773, la exención del alistamiento en el ejército para ellos y para los “sirvientes y empleados que tienen en sus oficinas”.
No se tiene noticia de los oficiales que trabajaron en su taller. Cabe pensar que su hermano Antonio Fermín, con el que se había formado a las órdenes de su padre, fue su colaborador más inmediato. En 1762 toma como aprendiz de impresor a Antonio Fontancha, de Los Arcos, que hasta la fecha vivía a cargo de un familiar llamado Ignacio Marqueta. El tiempo de formación se establece en siete años, al cabo del cual le dará “el vestido acostumbrado en semejante empleo”, sin que con anterioridad tenga obligación de entregarle prenda alguna. Si se escapa y abandona la casa, saldrá fiador Ignacio Marqueta.

## Producción de libros
Mientras estuvo al frente del taller José Miguel de Ezquerro imprimió 27 libros.  Se advierten tres paréntesis en el trabajo: 1761-1762, 1764-1765 y el trienio 1767-1769. Tampoco imprimió libros en 1771 y 1779. En consecuencia, casi una tercera parte del periodo no registra la impresión de libros, lo cual no quiere decir que la imprenta permaneciera inactiva, pues la mayor parte de los trabajos de los talleres de la época consistía en papeles sueltos y obras menores, como folletos.
En cuanto a las fases de mayor actividad, se constatan tres libros en 1766 y 1778, y dos en 1760, 1763, 1773, 1775 y 1780. En conjunto cabe concluir que el ritmo de trabajo, con las alteraciones coyunturales expresadas, no experimenta cambios significativos.
| Producción de libros de la imprenta de José Miguel de Ezquerro y Chávarri (1757-1783) |
| ------------------------------------------------------------------------------------- |
|                                                                                       |

La media de impresión de libros, en el cuarto de siglo largo en el que trabaja José Miguel de Ezquerro, se reduce a uno por año, lo que representa un ritmo de actividad reducido y similar al que alcanzó su padre.

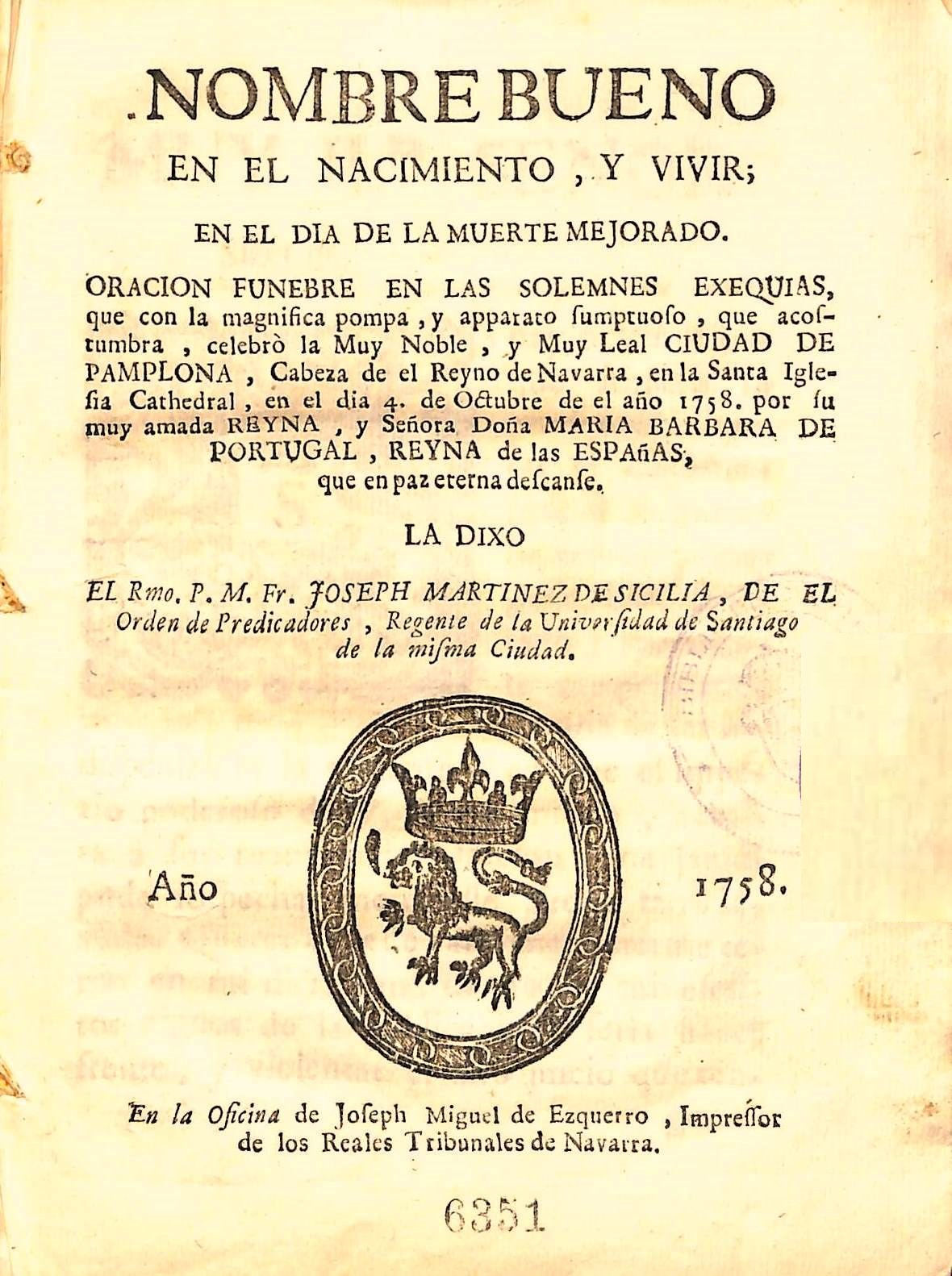
Sermón del funeral de la reina Bárbara de Braganza (1758)

Entre los encargos de mayor trascendencia destaca la impresión, en 1774, de San Miguel de Excelsis representado como principe supremo de todo el Reyno de Dios en cielo y tierra y como protector excelso aparecido y adorado en el Reyno de Navarra, del capuchino navarro Tomás de Burgui. Promovida por el obispo de Pamplona Juan Lorenzo de Irigoyen y Dutari, ocupa tres volúmenes en formato folio que suman 807 páginas, con grabados reaprovechados y otros abiertos para esta edición. Los reaprovechados procede de la plancha calcográfica abierta en 1735 por el platero afincado en Pamplona Juan de la Cruz que, 39 años más tarde, fue troceada para esta impresión con el fin de presentar por separado las escenas de la vida de Teodosio de Goñi, como son el aviso de la infidelidad de su esposa por un diablo disfrazado de ermitaño, la muerte violenta por error de sus padres, el encuentro con su esposa a la que creía haber asesinado y la aparición del ángel San Miguel a Teodosio de Goñi penitente.
Entre 1780 y 1785 imprimió los cuatro primeros tomos del Teatro Historico de las Iglesias del Reyno de Aragon iniciado por el capuchino Lamberto de Zaragoza. Esta obra sumó nueve volúmenes, de cuales ocho salieron a la luz en Pamplona y el último en Zaragoza (1807).
Tan solo una tercera parte de los títulos corresponde a reimpresiones, entre los que se encuentran tres ediciones del demandado Prontuario de Teología Moral del dominico Francisco Larraga (1757, 1760 y ca. 1770) y dos textos legales del Ayuntamiento de Pamplona, reiteradamente editados.

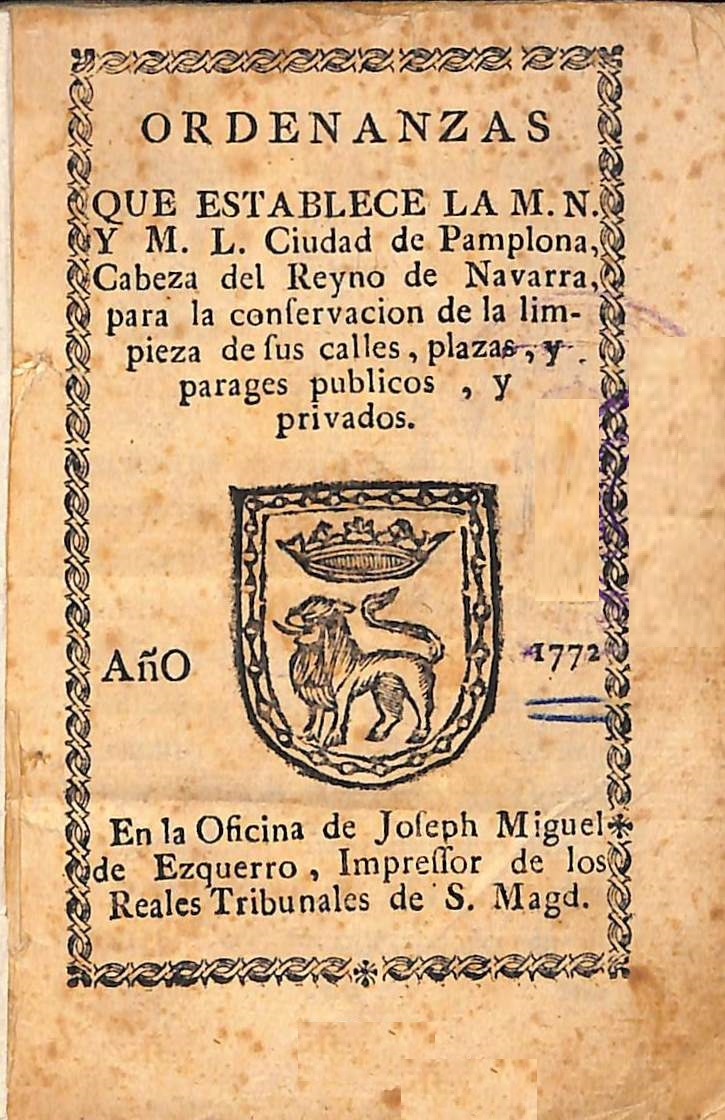
Ordenanzas editadas por el Ayuntamiento de Pamplona, impresas por "Josehp Miguel de Ezquerro" en 1772. En la portada figura una xilografía con el escudo de la ciudad

Conviene subrayar la importancia que adquieren los apartados temáticos de Derecho e Historia y Biografía frente al de Religión, aunque se ha de advertir que en ellos abundan las publicaciones canónicas y las biografías piadosas. En lo que se refiere al Derecho, se encuentran publicaciones del Ayuntamiento de Pamplona y del Obispado junto a los estatutos de la Sociedad Tudelana de los Deseosos del Bien Público. Por su parte, en el apartado de la Historia y Biografía se contabilizan cuatro vidas de santos y otras tantas oraciones fúnebres de personajes reales —Bárbara de Braganza (1758), Fernando VI (1759), María Amalia de Sajonia (1760) e Isabel de Farnesio (1766)—. 
En el bloque temático de Ciencias figura un libro del boticario natural de Olite y afincado en Pamplona Pedro de Viñaburu, y en el de Literatura, un tratado de retórica eclesiástica. En resumen, una cierta diversificación temática aunque impregnada de contenido religioso.
Resulta concluyente la presencia del castellano en las publicaciones, a pesar de que buena parte sea de contenido religioso. La única obra en latín es de retórica eclesiástica. 
El nivel de calidad de las impresiones es medio-alto, puesto que casi el 90 por ciento de las obras evaluadas corresponde a trabajos considerados como “normales” y, en menor proporción, como “buenos”. Entre estos últimos predominan las ejecutorias de hidalguía, que constituían trabajos en los que el contratante exigía una presentación cuidada, acorde con la trascendencia social del documento.

## Encargos menores
Desempeña el oficio de impresor del Consejo Real de Navarra, cargo que también habían ejercido su abuelo y su padre. Con frecuencia a este título añade el de impresor de las "Reales Tablas", las aduanas del Reino de Navarra. 
Por este motivo recibe un flujo constante de impresiones de procesos judiciales. Entre estos trabajos menores se encuentran las cédulas reales, que imprime abundantemente en torno a 1783; se trata de impresos esmerados, en los que emplea buenos tipos y papel de calidad. 
Junto a estos encargos, que se pueden considerar como cotidianos, aparecen otros extraordinarios, como los relativos a los funerales regios que organiza el Consejo Real de Navarra. Así, en 1766, con motivo de las exequias de Isabel Farnesio, imprime el sermón y los jeroglíficos colocados en el túmulo. 
En cuanto a trabajos para la Diputación del Reino de Navarra, se conoce la impresión, en 1778, de un bando del virrey Bucarelli, del que se tiran 100 ejemplares, por los que cobra 32 reales.
Por lo que respecta a trabajos para el Regimiento de Pamplona (Ayuntamiento), en 1758 factura 204 reales y 28 maravedís por la impresión y encuadernación del sermón de las exequias de la Reina María Bárbara de Braganza, pronunciado por el dominico José Martínez de Sicilia.
También imprime para el Obispado de Pamplona. A la muerte del obispo Irigoyen y Dutari, en 1778, reclama 818 reales de plata y 22 maravedís por encargos que este le había encomendado.
Otros trabajos menores proceden de asociaciones piadosas, como la Congregación de Nuestra Señora de los Dolores, que, en 1773 imprime 200 hojas y 25 carteles para colocar en las puertas de los templos con la noticia del traslado de esta asociación de la iglesia de San Lorenzo a la del Carmen.

## Librería
Como buena parte de sus colegas, compagina el negocio de imprenta con el de librería. En 1759 declara que habitualmente asiste a la feria de Marcilla, que se celebra en septiembre, con el fin de vender libros. En 1769 compra por 720 reales y 4 maravedís la biblioteca que había pertenecido a Luis García de Olloqui, natural de Los Arcos. Como era habitual en la época, los libreros vendían indistintamente libros nuevos y libros de segunda mano, obtenidos como en este caso por compra a los herederos o en almoneda.

## Galería de imágenes

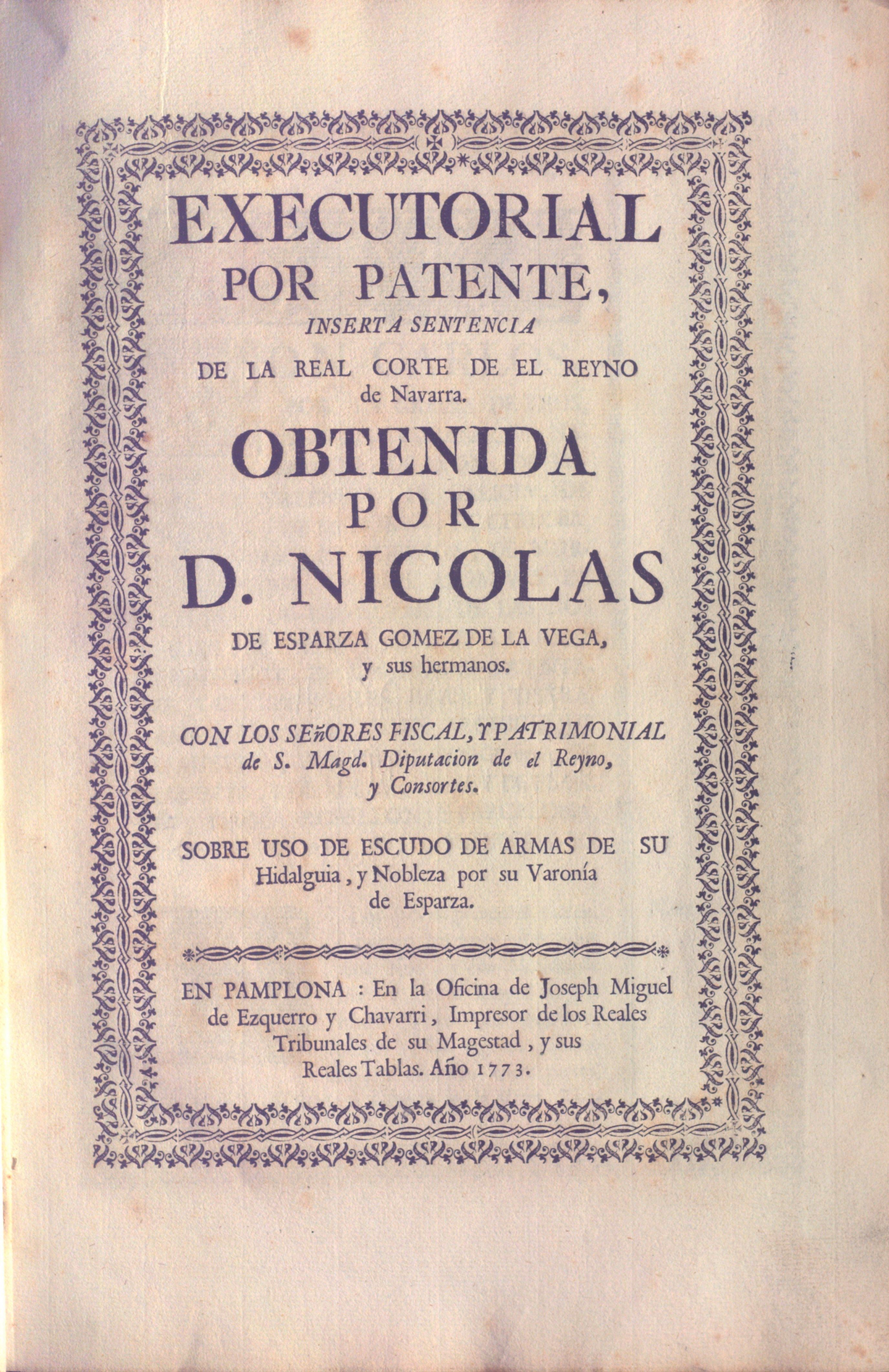
Executorial de hidalguía impreso por "Joseph Miguel de Ezquerro y Chavarri", "Impresor de los Reales Tribunales de Su Magestad, y sus Reales Tablas" (1773)
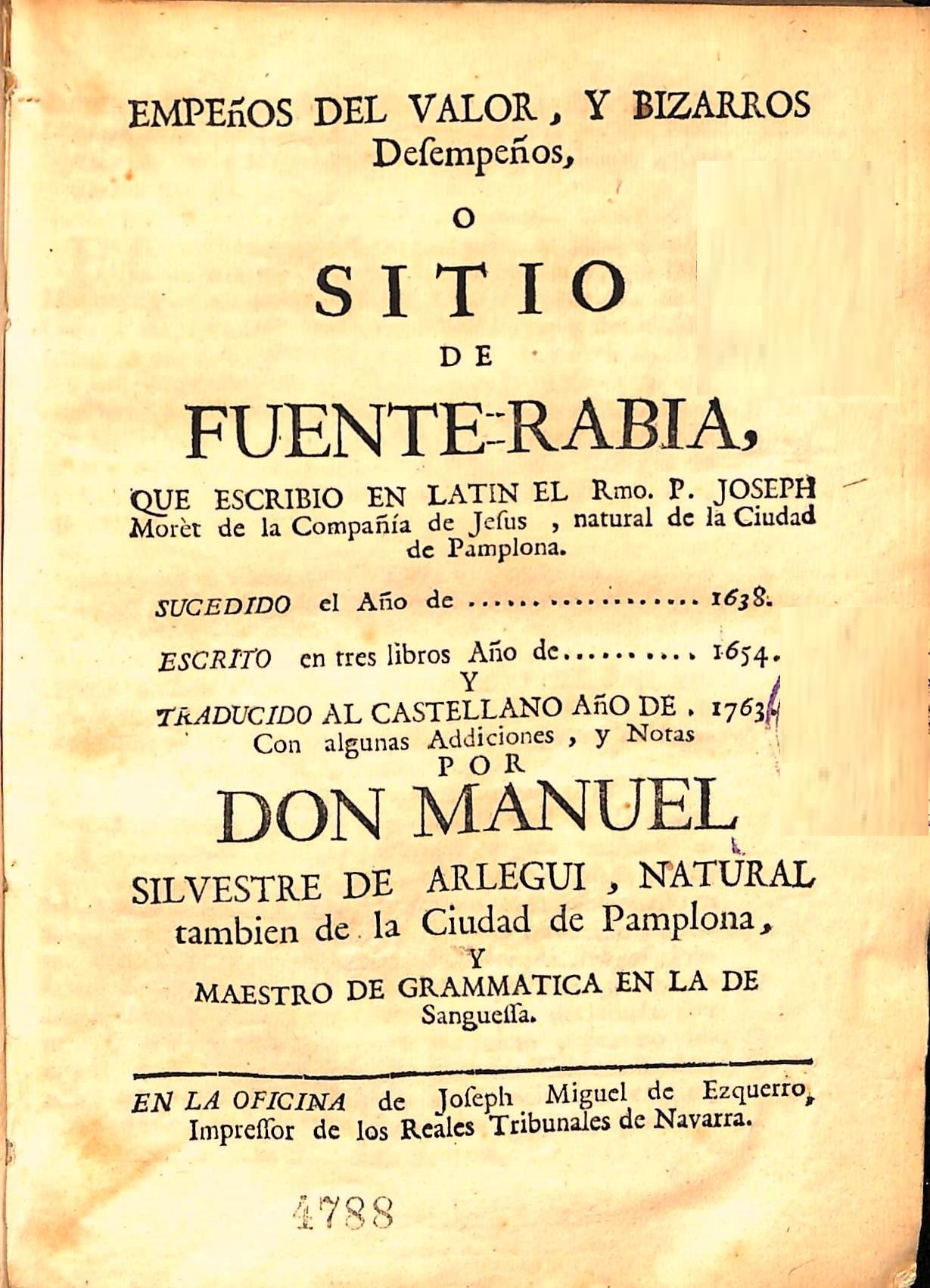
Sitio de Fuente Rabia, traducción del latín por Miguel Silvestre de Arlegui, "maestro de gramática" en Sangüesa (1763)
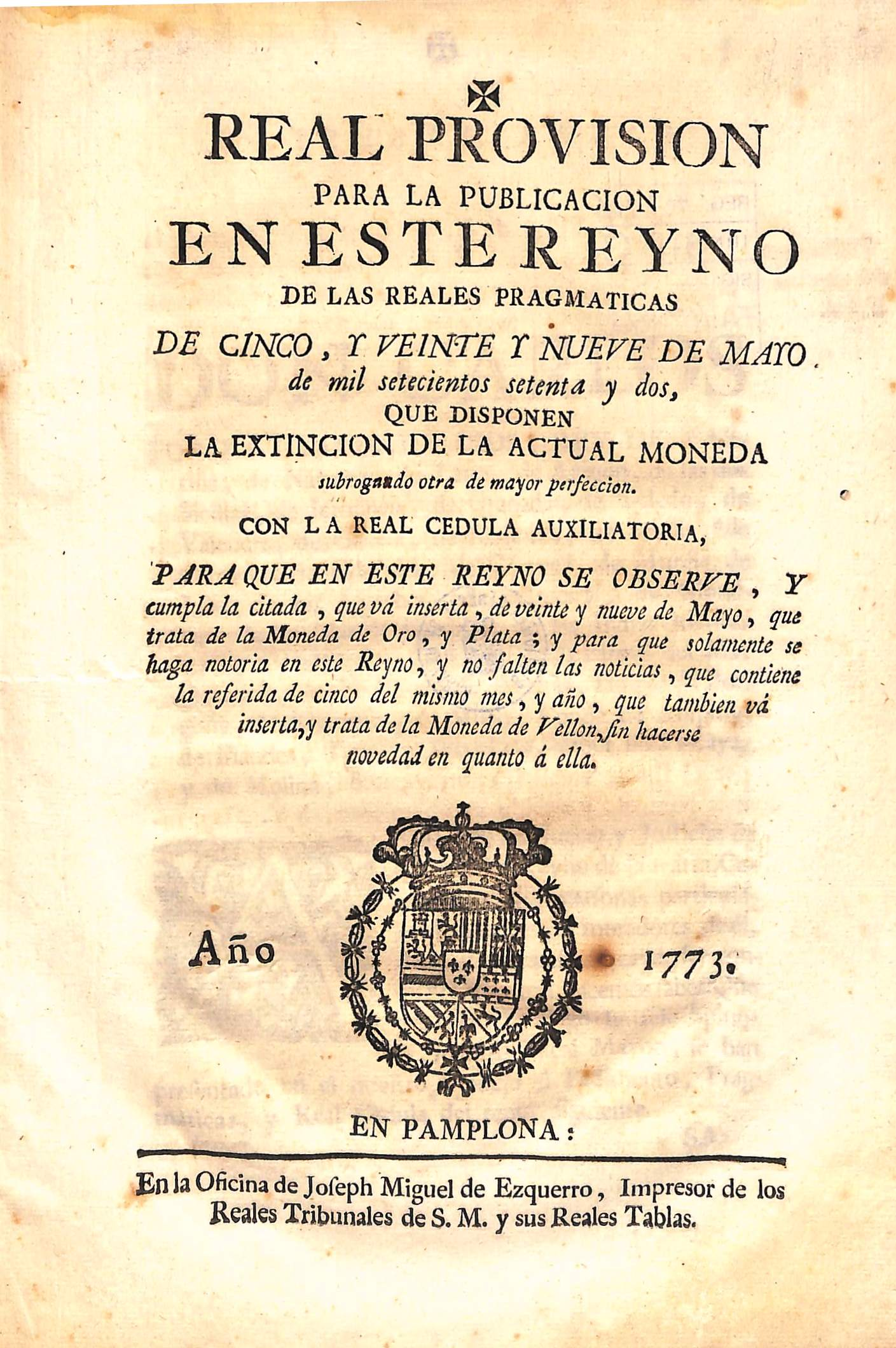
Real Provisión sobre la "extinción de la actual moneda" (1773). Luce en la portada el escudo real
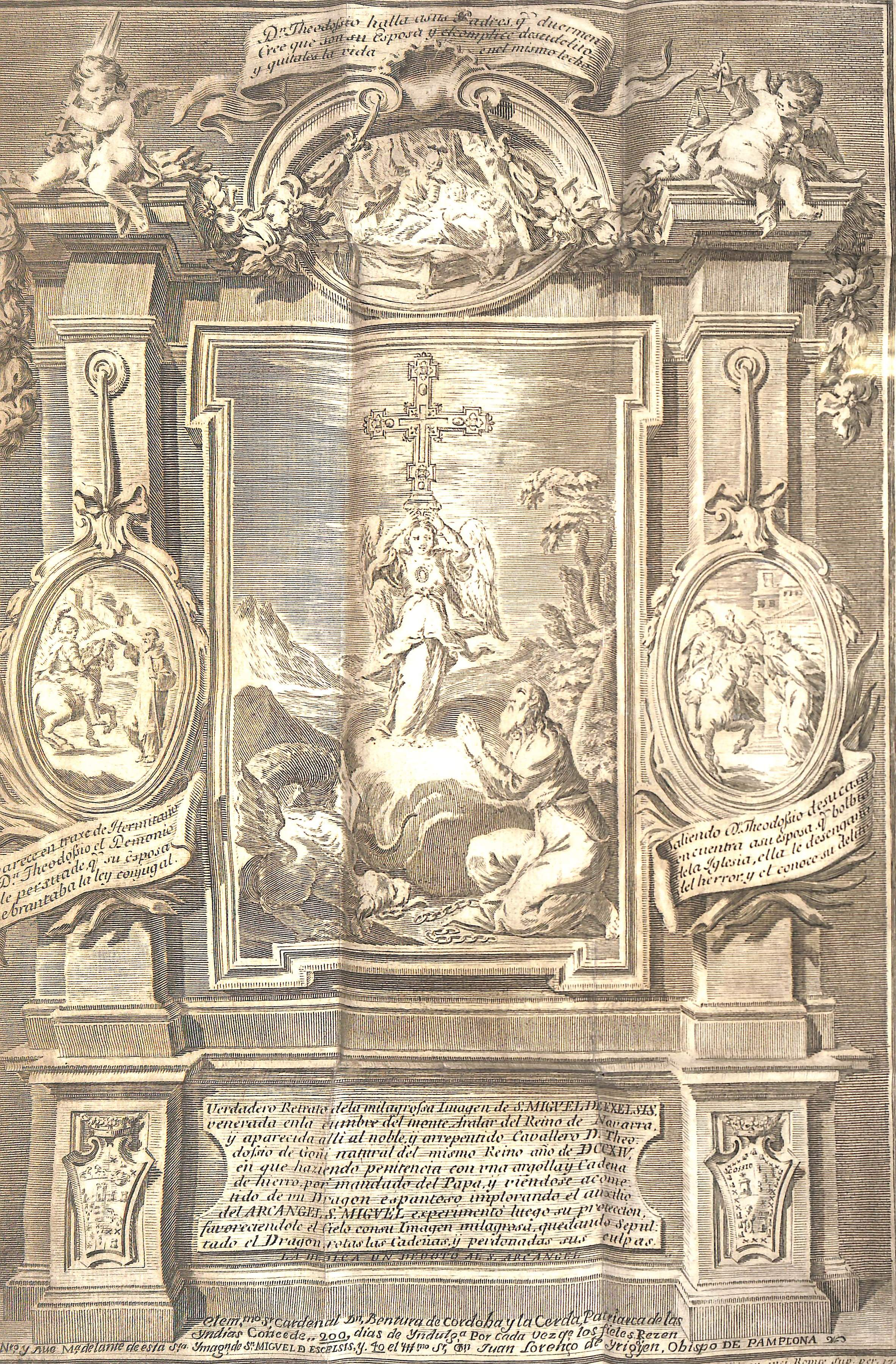
Frontispicio de San Miguel de Excelsis de Tomás de Burgui (1774)
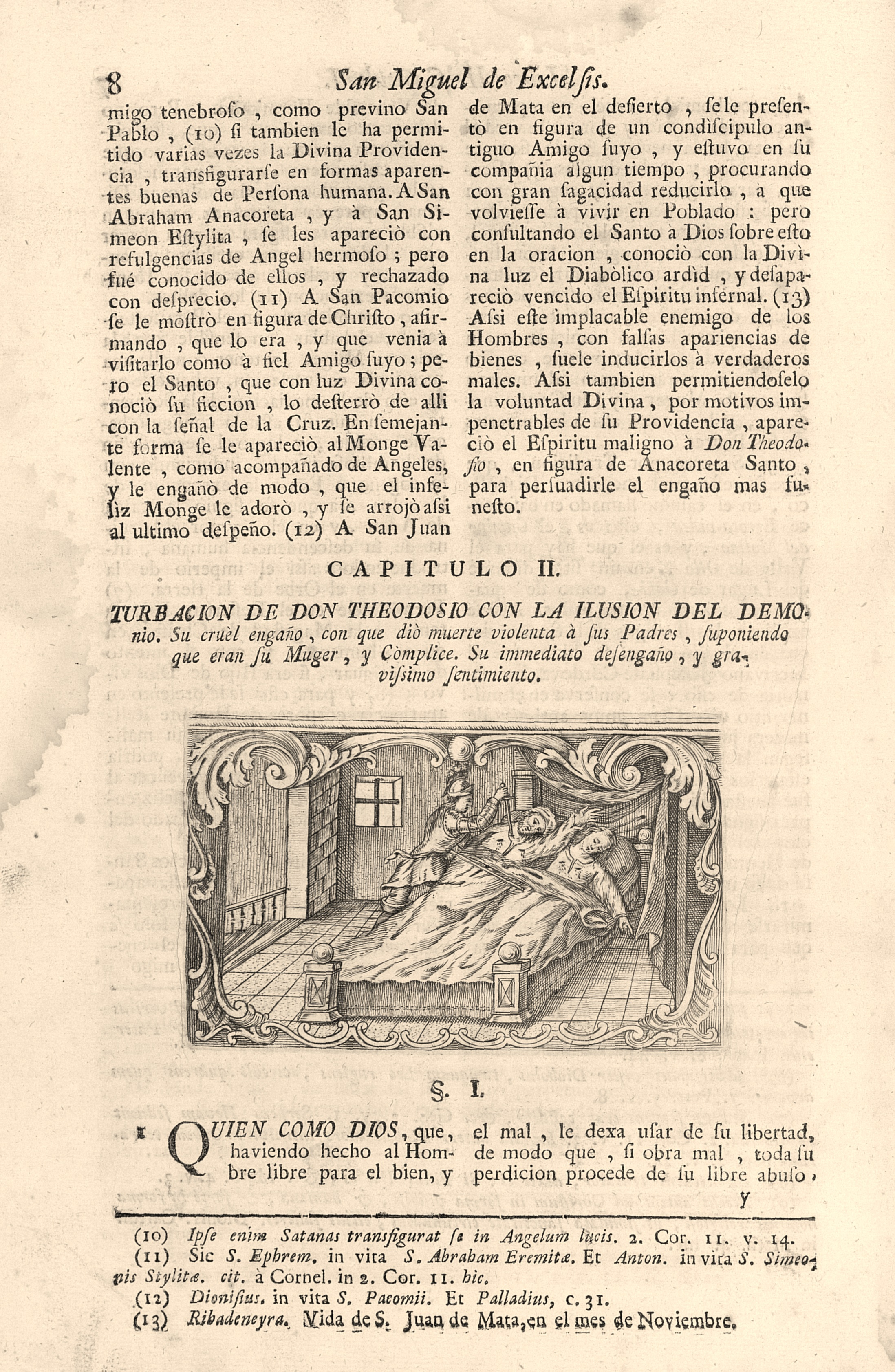
Teodosio de Goñi mata a sus padres. (San Miguel de Excelsis, libro II, capítulo II)
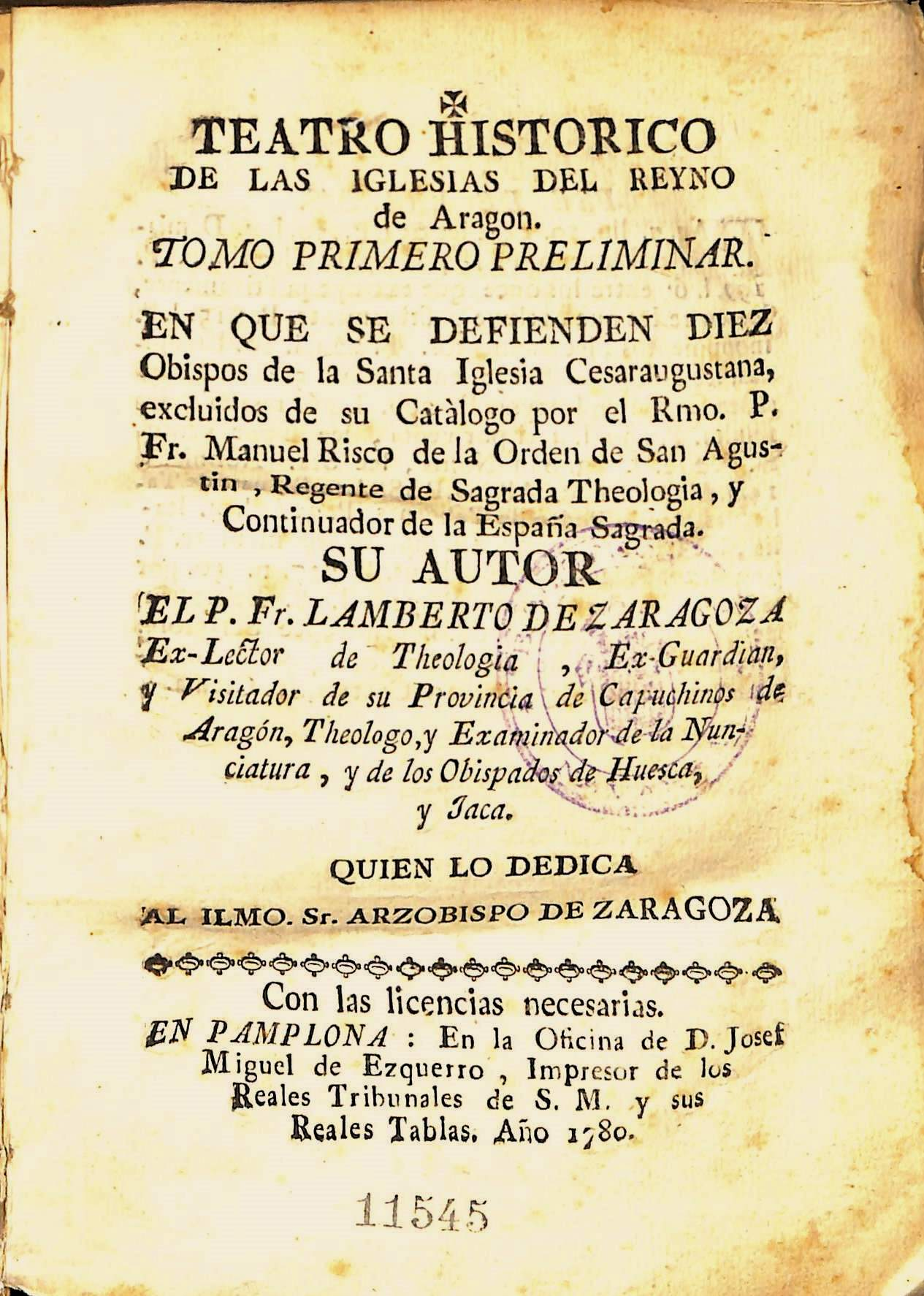
Tomo primero del Teatro Histórico de las Iglesias del Reyno de Aragón de Lamberto de Zaragoza  (1780)